# Dulovo
Dulovo és un poble i municipi d'Eslovàquia. Es troba a la regió de Banská Bystrica.

## Història
La primera menció escrita de la vila es remunta al 1455.

## Demografia
| Godina             | 1994 | 2004    | 2014   | 2024    |
| ------------------ | ---- | ------- | ------ | ------- |
| Nombre de persones | 166  | 204     | 216    | 272     |
| Diferència         |      | +22,89% | +5,88% | +25,92% |

| Godina             | 2023 | 2024   |
| ------------------ | ---- | ------ |
| Nombre de persones | 271  | 272    |
| Diferència         |      | +0,36% |